# Patricia Janečková
Patricia Burda Janečková (Münchberg, Németország, 1998. június 18. – 2023. október 1.) szlovák operaénekesnő (szoprán). A Talentmania cseh–szlovák televíziós tehetségkutató műsor győztese volt 2010 novemberében, és nemzetközi elismerést szerzett a CNN televízió adása révén nem sokkal a győzelem után.

## A kezdetek
Janečková Münchbergben született szlovák szülők gyermekeként. Röviddel ezután családja a csehországi Ostravába költözött. Négy évesen kezdett énekelni. Az általános iskola elvégzése után 2013 és 2017 között a Janácek Konzervatóriumban tanult éneket. Tanulmányait az Ostravai Egyetem szóló-operaéneklési tanszékén folytatta 2017 októbere óta, mindkét esetben Eva Dřízgová-Jirušová szoprán énekesnő irányításával.

## Életútja
Az operaelőadások terén első tapasztalatait akkor szerezte, amikor részt vett az Opera Stúdióban az ostravai Antonín Dvořák Színházban. Tízévesen megnyerte a Janáček Filharmonikusok által Ostravában rendezett meghallgatást, és ezáltal lehetőséget kapott első fellépésére a zenekar kíséretében.
2010-ben Janečková, aki akkor tizenkét éves volt, kristálytiszta szoprán hangjával és az operaéneklés iránti vonzalmával elbűvölte mind a zsűrit, mind pedig a közönséget a cseh-szlovák televíziós tehetségkutató műsorban, a Talentmaniában. A cseh és szlovák televízió nézőinek lelkes reakciójának köszönhetően végül a verseny egyértelmű győztesévé választották.
Első önálló koncertje 2011-ben volt Pozsonyban, ahol a Viva musica! zenekarral lépett fel, Oskar Rózsa vezényletével. A koncert videófelvétele ugyanebben az évben jelent meg Patricia első CD/DVD-jén.
Ezt követően számos énekversenyen, gálakoncerten és fesztiválon kamatoztatta tehetségét. Fellépett Štefan Kocán, Roman Janál, Peter Berger, Eva Dřízgová-Jirušová és más művészekkel.
2014-ben megnyerte a híres római Concorso Internazionale di Musica Sacra nemzetközi énekversenyét. Ösztöndíjat kapott, hogy részt vegyen a 2015-ös nyári énekworkshopon az európai zenei akadémia keretein belül Arezzoban, Olaszországban, ahol a híres La Scala baritonja, Renato Bruson felügyelete alatt dolgozhatott.
Zenei kritikusok felhívták a figyelmet zenészként való érettségére, hibátlan intonációjára és énektechnikájának kifinomultságára. Az összes zenei műfaj közül mindig is leginkább az opera ragadta meg.
Janečková szenvedélyes és érzelmekkel teli előadásairól volt ismert, és arról is, hogy vastapsot kapott Ennio Morricone Volt egyszer egy vadnyugat főcímdalának előadása közben a prágai Rudolfinumban. Továbbra is nyilvánosan szerepelt, miközben magántanulmányokat folytatott Eva Dřízgová-Jirušová cseh szopránnal.
Szólistaként számos cseh és szlovák szimfonikus és kamarazenekarral lépett fel, tagja volt a Morva-Sziléziai Nemzeti Színháznak (Moravskosliezské Národné divadlo). Több alkalommal állt színpadon a felvidéki Tóbisz Titusz operaénekessel is.
2015-ben lehetőséget kapott, hogy bemutatkozhasson két szlovákiai operahelyszínen (Kassa Állami Színház – Figaro házassága/Barbarina, Szlovák Nemzeti Színház – A varázsfuvola/Pamina).
2016-ban három díjat kapott a Karlovy Vary-i Antonin Dvorak Nemzetközi Énekversenyen.
Csehországban és Szlovákiában Janečková vezető szimfonikus és kamarazenekarokkal dolgozott együtt, mint például a Janáček Filharmónia Ostrava, Cseh Nemzeti Szimfonikus Zenekar, Bohuslav Martinů Filharmonikus Zenekar, Camerata Janáček zenekar, Janáček Kamarazenekar. 2017 óta Janečková együttműködött a prágai barokk együttessel, a Collegium Marianummal Händel Acis és Galatea című művében, valamint a prágai Szimfonikus Zenekarral (FOK). Emellett együttműködött a Barocco Sempre Giovane kamarazenekarral is.
Hosszú együttműködés eredményeként a Nemzeti Morva-Sziléziai Színházban szólistaként énekelt Benjamin Britten A kis kéményseprő című darabjában. Részt vett továbbá a Kytice című műben (Vadvirág – Népi legendák egy csokorban) K. J. Erben cseh 19. századi irodalmi klasszikusainak egy részében. Szerepelt a Romeó és Júlia musicalben, valamint Bedřich Smetana Az eladott menyasszony című művében, Esmeraldaként. 2019-ben Despinát énekel W.A. Mozart Così fan Tutte című művében.
Janečková 2011-ben, 13 évesen adta ki névadó debütáló albumát  Ezen együtt énekelhetett Peter Dvorský-vel vagy Adam Plachetka-val, 2022-ben Vilém Veverka cseh oboaművésszel dolgozott együtt egy karácsonyi albumon 

## Magánélete
2023 júniusában férjhez ment Vlastimil Burda színészhez.

### Betegsége és halála
2022. február 10-én Janečková Instagram-oldalán bejelentette, hogy mellrákot diagnosztizáltak nála, és meghatározatlan ideig szünetet tart a karrierjében. A kemoterápiás kezeléseket követően 2022 augusztusában műtéten esett át. 2023 januárjában adománygyűjtő koncertet rendeztek kezelésének támogatására, jól ismert művészek, Čechomor, Martina és Tomáš Krpec közreműködésével. A sikeres kezelés korai jelei ellenére, amely lehetővé tette számára, hogy 2023-ban rövid időre visszatérjen a fellépéshez, Janečková 2023. október 1-jén belehalt betegségébe. 25 éves volt.

## Diszkográfia
- Patricia Janečková (Bellevoice Produktion, 2011) [9]
- Karácsonyi album – Vilém Veverkával (Supraphon, 2022) [20]

## Külső linkek
- "About Patricia Janečková", GoOut.net
- Patricia Janečková a Discogson
- Patricia Janečková az Internet Movie Database oldalon (angolul)